# Griva becuda
La griva becuda (Zoothera monticola) és un ocell de la família dels túrdids (Turdidae).

## Hàbitat i distribució
Habita boscos de ribera i zones empantanegades, a l'Himàlaia, al nord i est de l'Índia, oest i nord-est de Myanmar i nord del Vietnam.